# Tarde para la ira
Tarde para la ira ist ein spanischer Spielfilm des Regisseurs Raúl Arévalo aus dem Jahr 2016.

## Handlung
Die Handlung spielt in der spanischen Hauptstadt Madrid im Jahre 2007. Der schüchterne, introvertierte, mittelalte José besucht regelmäßig das familiär geprägte Restaurant Juanjos. Dort trifft er regelmäßig die gleichen Gäste und wird auch zu privaten Feiern eingeladen. Er beginnt eine Beziehung mit der Kellnerin Ana, Juanjos Schwester. Als beide ihre erste Nacht zusammen in Josés Haus verbringen, wundert sie sich, dass er trotz seines Wohlstandes regelmäßig das Restaurant Juanjos aussucht. José sagt ihr, dass ihm der Stadtteil gefallen würde. Die Beziehung zwischen Ana und José verkompliziert sich, als ihr Freund Curro aus dem Gefängnis entlassen wird. Curro ist unberechenbar und gewalttätig. José bringt Ana in seinem privaten Ferienhaus unter und erzählt Curro, sie sei seine Gefangene und würde sterben, wenn er ihm nicht auf einem Rachefeldezug helfen würde. Curro war Teil einer Bande, die das Juweliergeschäft, das dem Vater von Josés Verlobter gehörte, ausraubte. Dabei wurde die Verlobte totgeschlagen. José sucht mithilfe von Curro die ehemaligen Bandenmitglieder auf und tötet diese. Zufällig erfährt José, dass auch Juanjo Teil der Bande war, sodass er auch diesen aufsucht. Ana hatte beim Betrachten privater Videos einen Zusammenhang zwischen José und dem Juweliergeschäft festgestellt und Juanjo noch gewarnt. Dieser kann sich jedoch nicht mehr retten und wird von José in seinem Restaurant erschossen. Am Ende des Films lässt José Curro laufen.

## Produktion
Der Film wurde produziert von La Canica Films und Agosto AIE in Zusammenarbeit mit Film Factory and Palomar, unter Beteiligung der RTVE, Movistar+, ICAA und Crea SGR.

## Auszeichnungen
Bei der 31. Verleihung des spanischen Filmpreises Goya 2017 erhielt der Film mehrere Auszeichnungen: Bester Film, Bester Nebendarsteller (Manolo Solo), Bestes Originaldrehbuch (Raúl Arévalo und David Pulido), bester neuer Regisseur Raúl Arévalo. Er wurde in weiteren Kategorien nominiert: Bester Schauspieler: Antonio de la Torre, Luis Callejo, bester Nachwuchsdarsteller (Raul Jimenez), beste Nachwuchsdarstellerin (Ruth Diaz), Bestes Kostümdesign (Alberto Valcárcel & Cristina Rodríguez), bester Schnitt (Ángel Hernández Zoido) und beste Kamera (Arnau Valls Colomer).